# Bezugsfrequenz
Bezugsfrequenz (englisch reference frequency) ist – entsprechend Artikel 1.150 der Vollzugsordnung für den Funkdienst (VO Funk) der Internationalen Fernmeldeunion (ITU) – definiert als „Funkfrequenz, die eine feste und genau bestimmte Lage in Bezug auf die zugeteilte Frequenz hat. Die Ablage dieser Frequenz gegenüber der zugeteilten Frequenz hat denselben Absolutwert und dasselbe Vorzeichen wie die Ablage der charakteristischen Frequenz gegenüber der Mitte des Frequenzbandes, das durch die (Funk)Aussendung belegt ist.“
Hierbei handelt es sich auch um einen besonderen Begriff der Frequenzverwaltung, der in der Regel im Zusammenhang mit der Zuteilung einer Funkfrequenz oder eines Frequenzkanals verwendet wird.